# Moviment Republicà i Ciutadà
El Moviment Republicà i Ciutadà (Mouvement Républicain et Citoyen en francès) és un partit polític francès d'esquerres.

## Història
El Moviment Republicà i Ciutadà (MRC) va ser fundat l'any 1993, amb el nom de Moviment dels Ciutadans (MDC). Anteriorment, el MDC havia estat un corrent dins el Partit Socialista.
Els primers comicis als quals el MDC va concórrer van ser les eleccions europees de 1994. La llista "L'Altra política", encapçalada per Jean-Pierre Chevènement, va obtenir el 2,54% dels vots emesos (494.986 vots). Encarnant una oposició d'esquerra al Tractat de Maastricht, la llista de Chevènement també va reunir gent d'altres tendències polítiques: comunistes (Anicet Le Pors), feministes (Gisèle Halimi, Béatrice Patrie), radicals (Claude Nicolet, Henri Caillavet) i gaullistes (Pierre-Marie Gallois, Pierre Dabezies).
A les eleccions legislatives de 1997, el MDC es presentà en coalició amb altres partits d'esquerres sota el nom d'Esquerra Plural (Gauche Plurielle en francès). El Moviment dels Ciutadans aconseguí set escons (Jacques Desallangre, Roland Carraz, Michel Suchod, Jean-Pierre Michel, Georges Sarre, Pierre Carassus i Jean-Pierre Chevènement). Aquest últim va ser nomenat ministre de l'Interior per Lionel Jospin, aleshores primer ministre de França.
Posteriorment, Jean-Pierre Chevènement dimití del seu càrrec per la seva oposició al projecte d'estatut d'autonomia de Còrsega. En conseqüència, Jean-Pierre Chevènement no donà suport a la candidatura socialista a les eleccions presidencials de 2002 i preferí presentar-hi una candidatura pròpia. Amb el suport del Pol Republicà (Pôle Républicain), que aglutinava a republicans de diferents tendències polítiques (MDC, socialistes, comunistes, gaullistes, radicals, sobiranistes), Jean-Pierre Chevènement va aconseguir el 5,33% dels vots emesos a la primera volta (1.518.528 vots). En les eleccions legislatives del mateix tots els candidats del Pol Republicà van ser derrotats (292.647 vots).
El gener de 2003, es reconstituí el MDC, que passà a denominar-se Moviment Republicà i Ciutadà. Així mateix, es va decidir mantenir el Pol Republicà com una confederació formada pel MRC i diverses associacions republicanes, tant d'esquerres com de dretes.

## Situació actual
L'any 2004, al Congrés de París, el MRC reafirmà la seva voluntat d'actuar en favor d'una refundació republicana de l'esquerra. En aquest congrés, l'exministre Georges Sarre va ser escollit primer secretari en substitució del dirigent històric Jean-Pierre Chevènement, actual president d'honor del partit.
El MRC té dos escons al Senat. Els seus senadors formen amb els senadors del Partit Comunista Francès el Grup Comunista Republicà i Ciutadà.
El MRC participa en el govern de diverses regions, després de l'àmplia victòria de l'esquerra en les eleccions regionals de 2004. Ara bé, en les eleccions cantonals que es van celebrar al mateix temps, el MRC va perdre l'únic consell general que governava, el Consell General del Territori de Belfort, departament d'on és originari Jean-Pierre Chevènement.